# Magnoliidae
A Magnoliidae a zárvatermők egy csoportja. Az idők során számos különböző elképzelés született rendszertani státuszát illetően. A régebbi szakirodalmak primitív zárvatermőkként hivatkoztak rá. A hagyományos rendszertanok (pl. Cronquist-rendszer, Tahtadzsján-rendszer) a kétszikűek osztályának egy alcsaládjának tartják. A modern filogenetikus rendszertanokban a kétszikűek azonban nem alkotnak egységet, mivel parafiletikus csoportot alkotnak, így a Magnoliidae csoportot és az egyéb kétszikűek legnagyobb részét magába foglaló valódi kétszikűeket (Eudicotyledones) teljesen külön kezelik.
Az Angiosperm Phylogeny Group rendszertanaiban, így a legkorszerűbb APG III-rendszerben is a magnoliids névvel jelzett kládnak felel meg. Ez a klád a zárvatermők legfontosabb korán divergáló (bazális) csoportja. A PhyloCode-ba 2007-ben mint Magnoliidae került be.
Mintegy 9000 faj tartozik ide.

## Rendszerezés
A mesangiosperms klád kladogramja az APG III-rendszer szerint, benne a magnoliids kláddal:
|  | Canellales |
|  |            |
|  | Piperales  |
|  |            |

|  | Laurales    |
|  |             |
|  | Magnoliales |
|  |             |

|  | Canellales |
|  |            |
|  | Piperales  |
|  |            |

|  | Laurales    |
|  |             |
|  | Magnoliales |
|  |             |

|  | Canellales |
|  |            |
|  | Piperales  |
|  |            |

|  | Laurales    |
|  |             |
|  | Magnoliales |
|  |             |

|  | Canellales |
|  |            |
|  | Piperales  |
|  |            |

|  | Laurales    |
|  |             |
|  | Magnoliales |
|  |             |

|  | Canellales |
|  |            |
|  | Piperales  |
|  |            |

|  | Laurales    |
|  |             |
|  | Magnoliales |
|  |             |

|  | Canellales |
|  |            |
|  | Piperales  |
|  |            |

|  | Laurales    |
|  |             |
|  | Magnoliales |
|  |             |

|  | Canellales |
|  |            |
|  | Piperales  |
|  |            |

|  | Laurales    |
|  |             |
|  | Magnoliales |
|  |             |

|  | Canellales |
|  |            |
|  | Piperales  |
|  |            |

|  | Laurales    |
|  |             |
|  | Magnoliales |
|  |             |

|  | monocots                                                     |
|  |                                                              |
|  | \| \| Ceratophyllales \| \| \| \| \| \| eudicots \| \| \| \| |
|  |                                                              |
|  | Ceratophyllales                                              |
|  |                                                              |
|  | eudicots                                                     |
|  |                                                              |

|  | Ceratophyllales |
|  |                 |
|  | eudicots        |
|  |                 |

|  | Canellales |
|  |            |
|  | Piperales  |
|  |            |

|  | Laurales    |
|  |             |
|  | Magnoliales |
|  |             |

|  | Canellales |
|  |            |
|  | Piperales  |
|  |            |

|  | Laurales    |
|  |             |
|  | Magnoliales |
|  |             |

|  | Canellales |
|  |            |
|  | Piperales  |
|  |            |

|  | Laurales    |
|  |             |
|  | Magnoliales |
|  |             |

|  | Canellales |
|  |            |
|  | Piperales  |
|  |            |

|  | Laurales    |
|  |             |
|  | Magnoliales |
|  |             |

|  | Canellales |
|  |            |
|  | Piperales  |
|  |            |

|  | Laurales    |
|  |             |
|  | Magnoliales |
|  |             |

|  | Canellales |
|  |            |
|  | Piperales  |
|  |            |

|  | Laurales    |
|  |             |
|  | Magnoliales |
|  |             |

|  | Canellales |
|  |            |
|  | Piperales  |
|  |            |

|  | Laurales    |
|  |             |
|  | Magnoliales |
|  |             |

|  | Canellales |
|  |            |
|  | Piperales  |
|  |            |

|  | Laurales    |
|  |             |
|  | Magnoliales |
|  |             |

|  | monocots                                                     |
|  |                                                              |
|  | \| \| Ceratophyllales \| \| \| \| \| \| eudicots \| \| \| \| |
|  |                                                              |
|  | Ceratophyllales                                              |
|  |                                                              |
|  | eudicots                                                     |
|  |                                                              |

|  | Ceratophyllales |
|  |                 |
|  | eudicots        |
|  |                 |

## Jellemzőik
A csoport közös jellemzője a hosszú, széles, hálózatos erezetű levél és a nagy méretű virág, melyen jól látható a hajtás eredet. A virágtengely ennél a csoportnál még nem rövidült meg teljesen és a virágtagok spirálisan helyezkednek el rajta (ugyanúgy mint a levelek a száron), nem pontosan meghatározott számban, sokan. A szirom- és csészelevelek még nem különülnek el. Sok esetben a porzó széles, levélszerű.